# Miguel Ligero Rodríguez
Miguel Ligero Rodríguez (Madrid, 21 de octubre de 1890-Madrid, 26 de enero de 1968) fue un actor de revista, cine y zarzuela español.

## Biografía
Estuvo casado con la vedette chilena Blanca Pozas. Siendo aún un adolescente, abandonó sus estudios de bachillerato para convertirse en torero, aunque terminó en una compañía de teatro infantil. Continúa su carrera teatral y se integra en la Compañía de Enrique Lacasa, llegando al rango de galán en 1917.

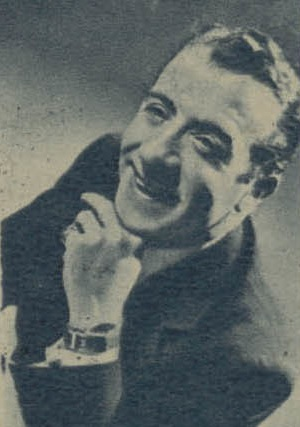
El actor en 1944

A principios de la década de 1930, inicia una gira por Argentina, haciendo revista e interpretando Las corsarias, a finales de la misma, durante la Guerra civil española interpretando sobre todo sainetes operetas y zarzuela se marcha a América, y empieza a representar teatralmente el papel de Don Hilarión en La verbena de la Paloma.
Debuta en el cine en 1926, pero será en la década de los 30 cuando alcance un auténtico reconocimiento como primera figura de la pantalla en el cine español de la época. Al inicio de la década rueda en Hollywood versiones para países de habla hispana de películas de la Fox, como Hay que casar al príncipe (1931), de Lewis Seiler o ¿Conoces a tu mujer? (1931), de David Howard.
A su regreso a España, forma pareja artística con Imperio Argentina y ambos ruedan juntos La hermana San Sulpicio (1934), de Florián Rey. Se inicia de ese modo uno de los tándem artísticos con más éxito en el cine de la Segunda República y por extensión del cine español.
Continuarán juntos en El novio de mamá (1934), Nobleza baturra (1935) y Morena Clara (1936), interpretando Ligero el contrapunto cómico a los papeles de Imperio Argentina, de Antoñita Colomé o de Estrellita Castro como en Crisis mundial (1934), Suspiros de España (1939) y Los hijos de la noche (1939). Durante ese tiempo aparece en la versión cinematográfica de La verbena de la Paloma (1935), con Raquel Rodrigo.
Tras la guerra Civil la carrera de Miguel Ligero entró en un progresivo declive, no participando apenas en teatro, lo que no le impidió, sin embargo, encarnar papeles destacados en filmes como El rey de las finanzas (1944) y en ocasiones repitiendo personajes que ya antes había interpretado en nuevas versiones de clásicos como Morena Clara (1954), de Luis Lucia Mingarro en esta ocasión con Lola Flores; La verbena de la Paloma (1963), de José Luis Sáenz de Heredia, con Concha Velasco e Irán Eory; o Nobleza baturra (1965), de Juan de Orduña, con Alfredo Landa.
Colaboró en el guion cinematográfico de Sobresaliente (1953), dirigida por su hijo Luis Ligero.

## Filmografía (selección)
- Crisis mundial (1934)
- La hermana San Sulpicio (1934)
- La verbena de la Paloma (1934)
- Rumbo al Cairo (1935)
- Nobleza baturra (1935)
- Morena Clara (1936)
- El barbero de Sevilla (1938)
- Suspiros de España (1939)
- El rey de las finanzas (1944)
- El crimen de Pepe Conde (1946)
- Sobresaliente (1953)
- Malvaloca (1954)
- Morena Clara (1954)
- Entre barracas (1954)
- La Reina Mora (1955)
- La reina del Chantecler (1962)
- Senda torcida (1963)
- La verbena de la Paloma
- Nobleza Baturra (1965)
- El padre Manolo (1967)